# Třída Istanbul
Třída Istanbul (jinak též třída TF-100, nebo třída İ) je třída víceúčelových fregat stavěných pro turecké námořnictvo v rámci ambiciózního programu rozvoje floty MİLGEM. Konstrukčně se jedná o prodlouženou vylepšenou verzi korvet třídy Ada. Jsou to první raketové fregaty vyvinuté tureckým zbrojním průmyslem. Plánována je stavba osm jednotek této třídy. Roku 2025 dvě fregaty objednala Indonésie.

## Pozadí vzniku

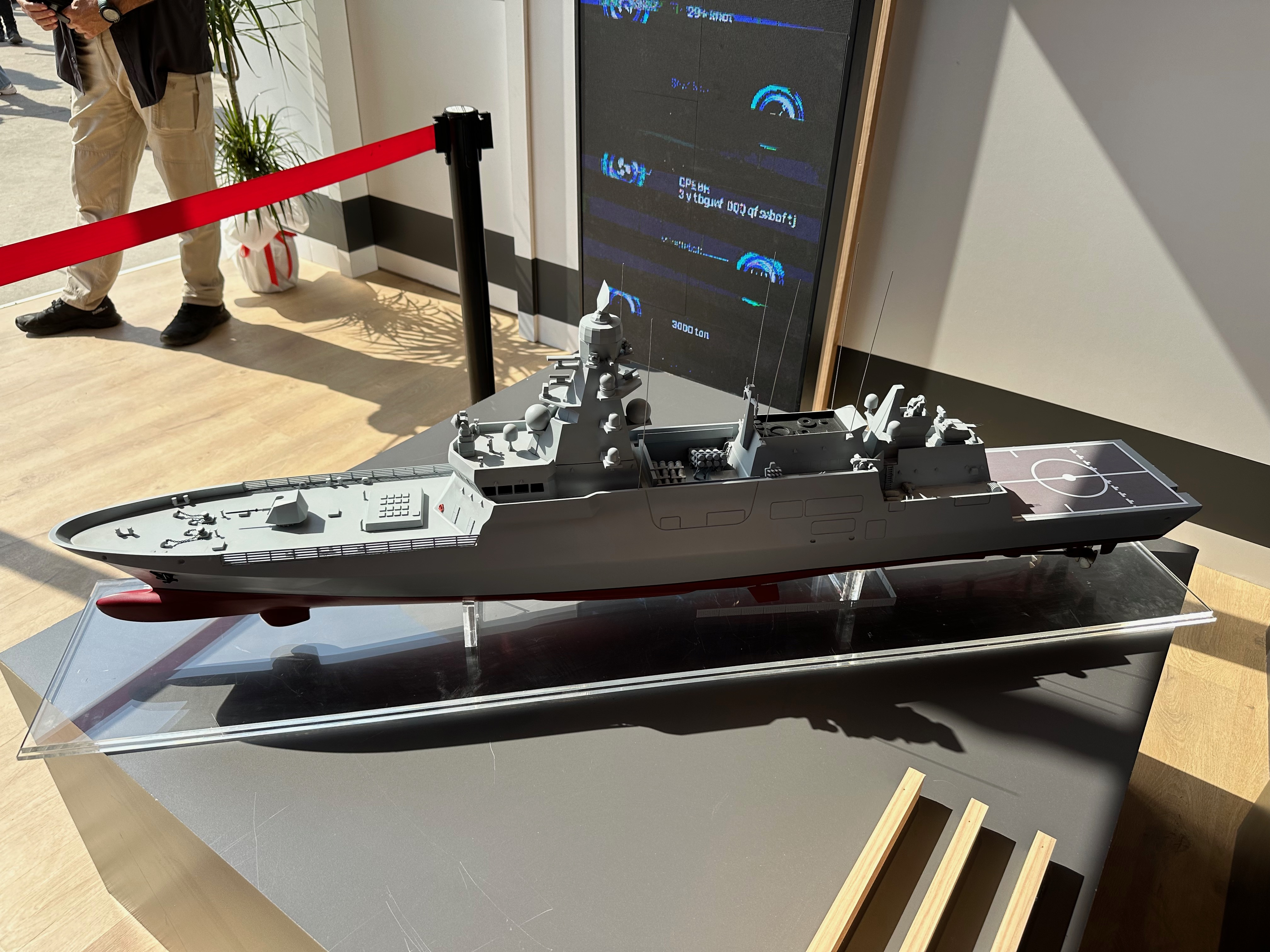
Model fregaty třídy Istanbul

Fregaty byly vyvinuty v rámci tureckého námořního zbrojního programu MİLGEM (Milli Gemi). Ten má zajistit nezávislost tureckého námořnictva na dovozu válečných lodí a částečně i jejich vybavení. V první fázi programu byly vyvinuty domácí víceúčelové korvety třídy Ada (do konce roku 2016 byly dokončeny čtyři z osmi plánovaných). Na základě třídy Ada byly následně vyvinuty víceúčelové fregaty Istanbul (TF-100), přičemž program má uzavřít stavba 4–6 domácích protiletadlových fregat plánované třídy TF2000.
Slavnostní první řezání oceli na prototypovou jednotku Istanbul proběhlo 19. ledna 2017 v loděnici tureckého námořnictva v Istanbulu (Námořní loděnice v Istanbulu) a jeho kýl byl založen 3. července téhož roku. Přijetí plavidla do služby bylo původně plánováno na rok 2021. Později byl termín posunut na rok 2023, přičemž v projektu došlo k několika změnám (jiná vertikální sila, integrace tureckých protiletadlových řízených střel aj.). Celkem mají fregaty obsahovat 75 % domácích komponentů.
Stavba trojice sesterských lodí fregaty Istanbul bylo tureckou vládou schváleno v prosinci 2022. Kontrakt byl podepsán 6. dubna 2023 s konsorciem tureckých loděnic TAIS, které tvoří loděnice Anadolu, Sedef a Sefine. Stavba proběhne ve třech loděnicích loděnicích Anadolu, Sedef a Sefine z konsorcia. Slavnostní první řezání oceli na první sériovou fregatu Izmir proběhlo 13. dubna 2023 v loděnici Anadolu v Istanbulu.
Námořní zkoušky prototypové fregaty Istanbul začaly 20. června 2023 a uvedena do služby byla 19. ledna 2024.
Jednotky třídy Istanbul:
| Jméno            | Uživatel  | Loděnice | Založení kýlu      | Spuštěna       | Vstup do služby | Status    |
| ---------------- | --------- | -------- | ------------------ | -------------- | --------------- | --------- |
| Istanbul (F-515) | Turecko   | Istanbul | 3. července 2017   | 23. ledna 2021 | 19. ledna 2024  | aktivní   |
| Izmir (F-516)    | Turecko   | Anadolu  | 15. listopadu 2023 | 10. ledna 2025 |                 | ve stavbě |
| Izmit (F-517)    | Turecko   | Sedef    | 20. května 2024    | 11. ledna 2025 |                 | ve stavbě |
| Içel (F-518)     | Turecko   | Sefine   | 22. května 2024    |                |                 | ve stavbě |
|                  | Turecko   | Anadolu  | 17. ledna 2025     |                |                 | ve stavbě |
|                  | Turecko   | Sedef    |                    |                |                 | ve stavbě |
|                  | Turecko   |          |                    |                |                 | plánována |
|                  | Turecko   |          |                    |                |                 | plánována |
|                  | Indonésie | TAIS     |                    |                |                 | objednána |
|                  | Indonésie | TAIS     |                    |                |                 | objednána |

## Konstrukce

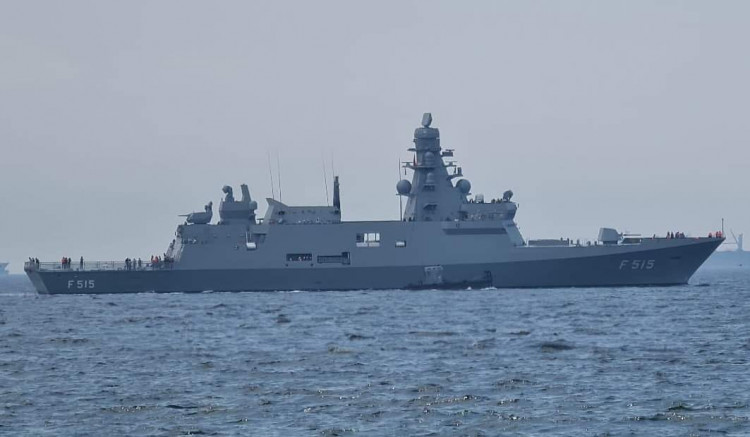
Istanbul

Třída Istanbul je verzí korvet třídy Ada s prodlouženým trupem. Využití existujícího trupu má několik výhod - vývoj je rychlejší, levnější a fregaty budou moci s třídou Ada sdílet stejnou infrastrukturu. Délka plavidel narostla o 14 metrů a výtlak o cca 600 tun (na 3 000 tun). V konstrukci jsou také uplatněny technologie stealth. Fregaty převzaly výzbroj třídy Ada, která byla zesílena instalací vertikálních vypouštěcích sil pro řízené střely a dvojnásobného množství protilodních střel.
Plánovaná výzbroj je tedy následující. Hlavňovou výzbroj tvoří jeden dvouúčelový 76mm kanón Denizhan (turecká varianta 76mm kanón OTO Melara Super Rapid) v dělové věži na přídi. Sekundární výzbroj tvoří 35mm dvoukanón obranného kompletu Aselsan Gökdeniz, dva 25mm kanóny, umístěné v dálkově ovládaných stabilizovaných střeleckých stanovištích ASELSAN STOP. Hlavní údernou výzbrojí jsou čtyři čtyřnásobné kontejnery protilodních střel ATMACA (alternativně americké Harpoon). Fregaty měly původně nést americká vertikální sila Mk 41, ale nakonec dostanou turecká vertikální sila MİDLAS. Kromě od počátku plánovaných protiletadlových řízených střel ESSM mají být nově integrovány i domácí střely rodiny Hisar-D RF.
Bodovou obranu zajišťuje 21násobný protiletadlový raketový komplet systému RIM-116 Rolling Airframe Missile. K napadání ponorek plavidla nesou dva tříhlavňové 324mm torpédomety Mk 32, ze kterých jsou vypouštěna lehká protiponorková torpéda Mk 46. Na zádi se nachází přistávací paluba a hangár umožňující operace jednoho vrtulníku S-70B-2 Seahawk a jednoho bezpilotního prostředku. Pohonný systém je typu CODAG. Tvoří jej jedna plynová turbína a dva diesely, pohánějící dva lodní šrouby se stavitelnými lopatkami. Nejvyšší rychlost dosahuje 29 uzlů. Dosah je 5 700 námořních mil při rychlosti 14 uzlů. Autonomie dosahuje 15 dnů.

## Služba
Dne 15. srpna 2025 fregata Istanbul uskutečnila první úspěšné střelby, při kterých byly použity domácí řízené střely Hisar-D RF, vypouštěné z domácích vertikálních sil MİDLAS.

## Zahraniční uživatelé
Indonésie
- Indonéské námořnictvo – Roku 2025 Indonésie objednala dvě fregaty této třídy. Jejich stavbu zajistí konsorcium TAIS.[12]